# The Adventures of Kid Danger
The Adventures of Kid Danger (Brasil: As Aventuras de Kid Danger / Portugal: As Aventuras do Miúdo Perigo) é uma série de televisão de animação criada por Dan Schneider. Baseada em Henry Danger, a série possui as vozes de Jace Norman, Riele Downs, Cooper Barnes, Sean Ryan Fox, Michael D. Cohen, Ella Anderson e Jeffrey Nicholas Brown. A série foi lançada oficialmente nos Estados Unidos no dia 19 de janeiro de 2018 até o dia 14 de junho de 2018. No Brasil, a série foi lançada no dia 6 de abril de 2018.

## Enredo
A série detalha as aventuras animadas de Kid Danger e Capitão Man enquanto eles lutam contra vários vilões e ameaças em Swellview.

## Elenco e personagens
- Henry Hart / Kid Danger (voz de Jace Norman) é o ajudante do Capitão Man.
- Ray Manchester / Capitão Man (voz de Cooper Barnes) é o super-herói de Swellview.
- Charlotte Bolton (voz de Riele Downs) é uma dos amigos de Henry.
- Schwoz Schwartz (voz de Michael D. Cohen) é um inventor que trabalha com Capitão Man e Kid Danger.
- Jasper Dunlop (voz de Sean Ryan Fox) é um dos amigos de Henry.
- Piper Hart (voz de Ella Anderson) é a irmã mais nova de Henry.
- Sr. Jake Hart (voz de Jeffrey Nicholas Brown) é o pai de Henry e Piper.

## Produção
Antes de a Nickelodeon lançar a série, o nome anterior era "The Adventures of Captain Man and Kid Danger". Em março de 2017, teve início a criação de 10 episódios para a série, que tem a produção executiva exclusiva de Dan Schneider

## Transmissão
A série teve um sneak peek com dois segmentos depois da exibição do episódio Toon in for a Danger no dia 15 de janeiro de 2018 nos Estados Unidos. "The Adventures of Kid Danger" estreou oficialmente nos Estados Unidos no dia 19 de janeiro de 2018. No Brasil a série estreou no dia 6 de abril de 2018. No Canadá a série estreou no dia 9 de fevereiro de 2018 no YTV.

## Classificações
| Temporada | Episódios | Primeira exibição     | Primeira exibição   | Última exibição     | Última exibição     | Méd. audiência (milhões) |     |
| Temporada | Episódios | Data                  | Audiência (milhões) | Data                | Audiência (milhões) | Méd. audiência (milhões) |     |
| --------- | --------- | --------------------- | ------------------- | ------------------- | ------------------- | ------------------------ | --- |
| 1         | 12        | 15 de janeiro de 2018 | 1,41                | 14 de junho de 2018 | 1,31                | 1.20                     | ASD |

## Resumo
| Temporadas | Temporadas | Episódios | Exibição original     | Exibição original   | Exibição no Brasil | Exibição no Brasil   | Exibição em Portugal | Exibição em Portugal |
| Temporadas | Temporadas | Episódios | Estreia               | Final               | Estreia            | Final                | Estreia              | Final                |
| ---------- | ---------- | --------- | --------------------- | ------------------- | ------------------ | -------------------- | -------------------- | -------------------- |
|            | 1          | 12        | 15 de janeiro de 2018 | 14 de junho de 2018 | 6 de abril de 2018 | 17 de agosto de 2018 | 2018                 | por anunciar         |

## Episódios

### 1.ª temporada (2018)
| N.º | Título                                                                                        | Dirigido por                           | Escrito por                                                                | Exibição original                          | Cód. de produção | Audiência (milhões) |
| --- | --------------------------------------------------------------------------------------------- | -------------------------------------- | -------------------------------------------------------------------------- | ------------------------------------------ | ---------------- | ------------------- |
| 1   | "Popcorn Monster" O Monstro de Pipoca (BR)""Game of Drones Game of Drones (BR)"               | Donovan CookRégis Camargo Zac Moncrief | Dan SchneiderDan Schneider e Sean Gill Jana Petrosini                      | 15 de janeiro de 2018 6 de abril de 2018   | 101              | 1,41                |
| 2   | "Clone Babies" Bebês Clones (BR)""Flying Spiders Aranhas Voadoras (BR)"                       | Ashley LongDamil Bryant                | Dan Schneider e Jake FarrowDan Schneider                                   | 26 de janeiro de 2018 13 de abril de 2018  | 102              | 1,37                |
| 3   | "Texas Weiners" Salsichas Texanas (BR)""Yoohoo Tube Yoohoo Tube (BR)"                         | Damil BryantDonovan Cook               | Dan Schneider e Joe SullivanDan Schneider e Dave Malkoff                   | 2 de fevereiro de 2018 20 de abril de 2018 | 103              | 1,35                |
| 4   | "OctoCharlotte" Charlo-Polvo (BR)""Trouble In Tropikini Problemas em Tropikini (BR)"          | Régis Camargo Zac MoncriefAshley Long  | Dan Schneider e Andrew R. ThomasDan Schneider e Samantha Martin            | 9 de fevereiro de 2018 27 de abril de 2018 | 104              | 1,22                |
| 5   | "Fish Talker" Fala, Peixe! (BR)""Wet Doom Destruição Molhada (BR)"                            | Damil BryantDonovan Cook               | Dan Schneider, Sean Gill Jana PetrosiniDan Schneider, Ben Adams Sam Becker | 16 de fevereiro de 2018 4 de maio de 2018  | 105              | 1,09                |
| 6   | "The Sushi Sitter" Sushi-Trono (BR)"Cheer Beast Fera da Torcida (BR)"                         | Ashley LongRégis Camargo Zac Moncrief  | Dan Schneider e Rich GoodmanDan Schneider e Jake Farrow                    | 5 de maio de 2018 6 de julho de 2018       | 106              | 1,13                |
| 7   | "Tiny Toddler" Mini-Crianção (BR)"Magical Beefery Tour O Passeio pela "Carneria" Mágica (BR)" | Régis Camargo Zac MoncriefDamil Bryant | Dan Schneider, Curt Neill Michael C. RogersDan Schneider e Daniel Warren   | 12 de maio de 2018 13 de julho de 2018     | 107              | 0,99                |
| 8   | "The Wahoo Punch Bro" O Irmão Wahoo Punch (BR)"Pink Rocket O Foguete Rosa (BR)"               | Donovan CookAshley Long                | Dan Schneider, Sean Gill Jana PetrosiniDan Schneider e Jake Farrow         | 19 de maio de 2018 20 de julho de 2018     | 108              | 0,86                |
| 9   | "Cápsulas de Sono (BR)" "Snooze Pods"                                                         | Damil Bryant                           | Dan Schneider, Sean Gill Jana Petrosini                                    | 11 de junho de 2018 27 de julho de 2018    | 109A             | 1,23                |
| 10  | "Deu a Louca no Museu (BR)" "Mad Wax"                                                         | Donovan Cook                           | Dan Schneider e Alejandro Bien-Willner                                     | 12 de junho de 2018 17 de agosto de 2018   | 110A             | 1,21                |
| 11  | "Que Mico! (BR)" "Fails"                                                                      | Ashley Long                            | Dan Schneider, Sean Gill Jana Petrosini                                    | 13 de junho de 2018 17 de agosto de 2018   | 110B             | 1,24                |
| 12  | "Vicky Viscosa (BR)" "Sticky Vicky"                                                           | Régis Camargo Zac Moncrief             | Dan Schneider, Sean Gill Jana Petrosini                                    | 14 de junho de 2018 27 de julho de 2018    | 109B             | 1,31                |

## Dublagem/Dobragem
| Personagem         | Dublador        | Dublador           |
| Principais         | Principais      | Principais         |
| ------------------ | --------------- | ------------------ |
| Henry / Kid Danger | André Raimundo  | Eduardo Drummond   |
| Ray / Capitão Man  | Michel Simeão   | Daniel Müller      |
| Charlotte          | Solange Santos  | Jessica Vieira     |
| Schwoz             | Simon Frankel   | Jorge Vasconcellos |
| Jasper             | Martim Barbeiro | Hugo Myara         |
| Piper              | Ana Vieira      | Bia Menezes        |
| Sr. Hart           | Rómulo Fragoso  | Hercules Franco    |
| Sra. Hart          | Adriana Moniz   | Márcia Coutinho    |
| Recorrentes        |                 |                    |
| Dr. Minyak         | ASA             | Ronaldo Júlio      |
| Frankini           |                 | Wirley Contaifer   |
| Goomer             |                 | Léo Rabelo         |

| Créditos de dublagem: | Brasil        |
| --------------------- | ------------- |
| Direção:              | Renan Ribeiro |
| Tradução              | Sandra Vieira |
| Estúdio:              | Audio News    |